# فليمينغ سيريتسليف
فليمينغ سيريتسليف (بالدنماركية: Flemming Serritslev)‏ (18 فبراير 1947 بكوبنهاغن في الدنمارك - ) هو مدرب كرة قدم ولاعب كرة قدم دانمركي في مركز الوسط. شارك مع منتخب الدنمارك لكرة القدم ومنتخب بابوا غينيا الجديدة لكرة القدم. أما مع النوادي، فقد لعب مع نادي فايله وKolding FC ‏.

## روابط خارجية
- فليمينغ سيريتسليف على موقع قاعدة بيانات كرة القدم.إي يو (الإنجليزية)